# Sielsowiet Zaostrowiecze
Sielsowiet Zaostrowiecze (biał. Заастравецкі сельсавет, ros. Заостровечский сельсовет) – sielsowiet na Białorusi, w obwodzie mińskim, w rejonie kleckim, z siedzibą w Zaostrowieczu.
W 980 gospodarstwach domowych mieszka 2146 ludzi.

## Historia
Sielsowiet Zaostrowiecze utworzono w 1939 na okupowanym przez Sowietów terytorium wschodniej Polski. 30 października 2009 z sielsowietu wyłączono miejscowości Aresznica, Czasza i Drabowszczyzna, które przyłączono do sielsowietu Hrycewicze.

## Miejscowości
- agromiasteczko:
  - Zaostrowiecze
- wsie:
  - Łohwinowicze
  - Ostrowczyce
  - Starosiele